# Edward Carrere
Edward Carrere (* 13. Oktober 1906 in Mexiko-Stadt; † 19. Dezember 1984 in Mission Viejo, Kalifornien) war ein mexikanisch-US-amerikanischer Szenenbildner und Production Designer.

## Leben
Nach seiner Ausbildung an Privatschulen seiner Geburtsstadt und an der Polytechnic High School in Los Angeles wechselte Edward Carrere im Jahre 1932 von RKO zu Warner Bros. Für Ein Mann wie Sprengstoff, einen seiner ersten Filme, konzipierte er eine Reihe von Architekturentwürfen, die sich an der europäischen Moderne und an Frank Lloyd Wright orientierten. In den Folgejahren arbeitete er mit Regisseuren wie Raoul Walsh, Michael Curtiz oder Alfred Hitchcock zusammen. Neben der Ausstattung von Historienfilmen entwarf er auch zeitgenössische Filmsets für Produktionen, die an Originalschauplätzen gedreht wurden. Für eine seiner letzten Arbeiten, den Western The Wild Bunch – Sie kannten kein Gesetz von Sam Peckinpah, entwarf er eine Straße einer texanischen Kleinstadt des Jahres 1913 und ihr mexikanisches Gegenstück.

## Auszeichnungen
Für seine Arbeit an Camelot – Am Hofe König Arthurs wurde Carrere im Jahr 1968 mit dem Oscar in der Kategorie Bestes Szenenbild ausgezeichnet. Für denselben Preis war er zudem zweimal nominiert, 1950 für Die Liebesabenteuer des Don Juan und 1961 für Sunrise at Campobello.

## Filmografie (Auswahl)
- 1948: Die Liebesabenteuer des Don Juan (Adventures of Don Juan)
- 1949: Ein Mann wie Sprengstoff (The Fountainhead)
- 1949: Sprung in den Tod (White Heat)
- 1949: Glück in Seenot (The Lady Takes a Sailor)
- 1950: Der Mann ihrer Träume (Young Man with a Horn)
- 1950: Der Rebell (The Flame and the Arrow)
- 1950: Menschenschmuggel (The Breaking Point)
- 1951: Überfall am Raton-Paß (Raton Pass)
- 1951: Den Hals in der Schlinge (Along the Great Divide)
- 1951: Keinen Groschen für die Ewigkeit (Force of Arms)
- 1952: Für eine Handvoll Geld (The Big Trees)
- 1952: Feuerschutz für Stoßtrupp Berta (Retreat, Hell!)
- 1952: Die schwarzen Reiter von Dakota (Bugles in the Afternoon)
- 1952: Die Heilige von Fatima (The Miracle of Our Lady of Fatima)
- 1953: Zurück am Broadway (She’s Back on Broadway)
- 1953: Flucht aus Shanghai (South Sea Woman)
- 1954: Dieser Mann weiß zuviel (Riding Shotgun)
- 1954: Bei Anruf Mord (Dial M for Murder)
- 1955: Gegen alle Gewalten (I Died a Thousand Times)
- 1956: Die schöne Helena (Helen of Troy)
- 1956: Geheime Fracht (Santiago)
- 1957: Dein Schicksal in meiner Hand (Sweet Smell of Success)
- 1958: U 23 – Tödliche Tiefen (Run Silent, Run Deep)
- 1958: Der alte Mann und das Meer (The Old Man and the Sea)
- 1958: Getrennt von Tisch und Bett (Separate Tables)
- 1959: Spring über deinen Schatten (Take a Giant Step)
- 1959: Die Kaninchenfalle (The Rabbit Trap)
- 1959: Der Teufelsschüler (The Devil's Disciple)
- 1960: Elmer Gantry – Gott ist im Geschäft (Elmer Gantry)
- 1960: Sunrise at Campobello
- 1961: Franz von Assisi (Francis of Assisi)
- 1962: Taras Bulba
- 1963: Tu das nicht, Angelika (Critic’s Choice)
- 1964: Drei Mädchen in Madrid (The Pleasure Seekers)
- 1965: Der dritte Tag (The Third Day)
- 1966: Finger weg von meiner Frau (Not with My Wife, You Don’t!)
- 1967: Camelot – Am Hofe König Arthurs (Camelot)
- 1969: The Wild Bunch – Sie kannten kein Gesetz (The Wild Bunch)
- 1970: Zwei dreckige Halunken (There Was a Crooked Man …)